# Goregrind
A goregrind egy extrém metalzenei stílus, ami a death metalból és a grindcore-ból gyökerezik. A műfaj létrehozójának a brit Carcasst tekintik.
A goregrind felismerhető az erősen death metal elemeket tartalmazó, goregrind alapú zenéről és az agresszív dalszövegtémákról.

## Történet
A műfaj kialakulására kezdetben néhány album nagy hatással volt, például a Repulsion együttes Horrified és az Impetigo zenekar Ultimo Mondo Cannibale albuma, de a goregrind alapjait a Carcass fektette le. A műfaj stíluselemeit az 1980-as évek végén határozták meg, azóta újabb előadók (például az Inhume, az Aborted és az Exhumed) extrémebb irányok felé mozdultak.

## Műfaji jellemzők
A Zero Tolerance Magazine a goregrindról leírta, hogy "lehangolt gitárok, blast beat dobtechnikák, (gyakran 'kekszesdoboz'-szerű pergőhanggal) undorító dalszövegek és gyakran torzított vokálok" jellemzik. Goregrind együttesek gyakran alkalmaznak hangszín effektezett és extrémen mély hörgést. A dalszövegek témái gyakran tartalmaznak erőszakos elemeket, mint például a halál és a nemi erőszak. A dalszövegek általában egy Z-kategóriás horrorfilm érzetét keltik a hallgatóban. A lengyel Dead Infection együttes dobosa, Cyjan szerint a goregrind és a grindcore között zeneileg nincs különbség, csak szövegileg.

## Fordítás
Ez a szócikk részben vagy egészben  a   Goregrind című angol Wikipédia-szócikk fordításán alapul.  Az eredeti cikk szerkesztőit annak laptörténete sorolja fel. Ez a jelzés csupán a megfogalmazás eredetét és a szerzői jogokat jelzi, nem szolgál a cikkben szereplő információk forrásmegjelöléseként.